# Колышкино (Вологодская область)
Колышкино — деревня в Вологодском районе Вологодской области.
Входит в состав Новленского сельского поселения (с 1 января 2006 года по 8 апреля 2009 года входила в Нефедовское сельское поселение), с точки зрения административно-территориального деления — в Нефедовский сельсовет.
Расстояние до районного центра Вологды по автодороге — 83 км, до центра муниципального образования Новленского по прямой — 21 км. Ближайшие населённые пункты — Первомайский, Ивлевское, Рословское, Куркино, Отеклеево, Попово, Мальгино, Нефедово, Старое Село, Мишаково.
По переписи 2002 года население — 23 человека (12 мужчин, 11 женщин). Всё население — русские.